# Copiula
A Copiula a kétéltűek (Amphibia) osztályába, valamint a békák (Anura) rendjébe és a szűkszájúbéka-félék (Microhylidae) családjába tartozó nem.

## Rendszertani helye
A Copiula nem valószínűleg nem alkot monofiletikus csoportot. Néhány korábbi Austrochaperina fajt már ebbe a nembe helyeztek át, melyeket továbbiak követhetnek, amint ezt újabb adatok megerősítik.

## Előfordulásuk
A nembe tartozó fajok Új-Guinea endemikus fajai. Avarlakók. 

## Rendszerezés
A nembe az alábbi fajok tartoznak:
- Copiula alpestris (Zweifel, 2000)
- Copiula annanoreenae Günther, Richards & Dahl, 2014
- Copiula bisyllaba Günther & Richards, 2020
- Copiula derongo (Zweifel, 2000)
- Copiula exspectata Günther, 2002
- Copiula fistulans Menzies & Tyler, 1977
- Copiula guttata (Zweifel, 2000)
- Copiula lennarti Günther, Richards & Dahl, 2014
- Copiula major Günther, 2002
- Copiula minor Menzies & Tyler, 1977
- Copiula mosbyae Günther & Richards, 2020
- Copiula obsti Günther, 2002
- Copiula oxyrhina (Boulenger, 1898)
- Copiula pipiens Burton & Stocks, 1986
- Copiula rivularis  (Zweifel, 2000)
- Copiula tyleri Burton, 1990